# Microregione di São Mateus
São Mateus è una microregione dello Stato dell'Espírito Santo in Brasile appartenente alla mesoregione di Litoral Norte Espírito-Santense.

## Comuni
Comprende 4 comuni:
- Conceição da Barra
- Jaguaré
- Pedro Canário
- São Mateus